# 江蓋世
江蓋世（1958年2月22日—），臺灣政治人物，民主進步黨黨員，曾任臺北市議會議員。臺北市立建國中學畢業。臺灣大學政治系學士、政治研究所碩士。利物浦大學政治研究所進修。
主張臺灣獨立早年與鄭南榕同事，成為其雜誌社編輯，1988年、1991年曾經因為主張臺灣獨立事件而入獄，後擔任臺北市議員，因抗議動員戡亂時期「國家安全法」，與謝長廷、洪奇昌等人成為六一二事件被告。
長久醉心於非暴力社會運動，遠赴印度、英國、美國等地，蒐集甘地、馬丁·路德·金恩等人的非暴力社會運動史蹟，曾為「臺北市愛與非暴力協會」理事長，擔任議員後，熱心國際交流，曾成立「臺北東京交流促進會」，與當地知名政要聯繫，促進兩地議員感情，也是第一位在東京都議會演說的市議員。並且是「臺北莫斯科交流聯誼會」會長，與「臺灣與俄羅斯協會」創會委員。